# Jekla za nitriranje
Jekla za nitriranje so jekla za poboljšanje, ki imajo dodane še elemente, ki omogočajo difuzijo dušika v jeklo: Cr, Al, V, Ti, Mo. Med nitriranjem običajno nastane na površini jekla zvezna spojinska plast, v difuzijski plasti pa nastanejo na določenih kristalnih ravninah - Fe nitridi, ki ovirajo gibanje dislokacij in tako dodatno povečajo trdoto. Pred nitriranjem jeklo poboljšamo, temperatura popuščanja pa mora biti višja od nitrirne temperature. Običajna jekla za nitriranje so Cr Al jekla. Molibden dodajamo jeklom za nitriranje, da se poveča trdnost pri povišanih temperaturah in da preprečimo popuščno krhkost. Za boljšo prekaljivost se običajno dodaja nikelj.